# Dicranota (Amalopina) megaplagiata
Dicranota (Amalopina) megaplagiata is een tweevleugelige uit de familie Pediciidae. De soort komt voor in het Palearctisch gebied.